# Mad Decent
Mad Decent — лейбл звукозапису, розташований у Філадельфії та Лос-Анджелесі та заснований Diplo. Лейбл відкрив світові бразильський baile funk та ангольське kuduro. Останнім жанром, який був популяризований через лейбл став moombahton, напрямок електронної музики, створений ді-джеєм Dave Nada.

## Історія
Mad Decent був заснований 2006 року Diplo. 2010 року лейбл переїхав з Філадельфії до Лос-Анджелеса.
2012 року лейбл став відомим завдяки світовому успіху трека Baauer «Harlem Shake», який став вірусним на youtube.
Починаючи з 2008 року лейбл організовує вечірки Mad Decent Block Party містами США.
2015 року на лейблі вийшла пісня Major Lazer «Lean On», яка визнана найбільш прослухованою піснею на ресурсі Spotify.
2016 року на Mad Decent з'явився під-лейбл Good Enuff.

## Артисти
- 4B
- Ape Drums
- Bad Royale
- Big Fish
- Blaqstarr
- Bonde do Rolê
- Boombox Cartel
- Bosco Delrey
- Brillz
- Calypso Rose
- Carmada
- Cesqeaux
- Chace
- CMC$[8]
- Crookers
- Daktyl
- Dawn Golden
- Діллон Френсіс
- Diplo
- Dirty Audio
- Dombresky
- Dugong Jr
- FKi 1st
- Fossa Beats
- Full Crate
- Gent & Jawns
- Ghastly
- GKR
- Grandtheft
- GTA
- Habstrakt
- Hasse de Moor
- Henrik The Artist
- Herobust
- Jack Ü
- Jackal
- Jarina De Marco
- Jauz
- Lady Bee
- Lido & Santell
- LIZ
- Major Lazer
- MHD
- Mr Eazi
- Myrne
- NGHTMRE
- NYMZ
- Party Favor
- PO PO
- Poppy
- Ricardo Drue
- Ricky Remedy
- Rickyxsan
- Riff Raff
- Сак Ноель
- Шон Пол
- SLANDER
- Sleepy Tom
- Slumberjack
- Slushii
- SpydaT.E.K
- Starrah
- Swizzymack
- The Frightnrs
- Tropkillaz
- TroyBoi
- Two Fresh
- TWRK
- Unlike Pluto
- Валентіно Хан
- Wax Motif
- White Gangster
- Wuki
- Yellow Claw
- Zebra Katz
- Zeds Dead